# Herpestes naso
La mangusta dal muso lungo (Herpestes naso de Winton, 1901) è un carnivoro della famiglia degli Erpestidi. Il suo areale è limitato alla regione di foresta pluviale dell'Africa centrale. Pur essendo classificata all'interno del genere Herpestes, le analisi genetiche sembrerebbero giustificarne l'appartenenza ad un genere distinto, Xenogale.

## Descrizione
Quella dal muso lungo è una mangusta di grandi dimensioni, caratterizzata da una colorazione scura e, come indica il nome, da un muso lungo. Ha una lunghezza testa-corpo di 40–61 cm, una coda lunga 32-42,5 cm e un peso che varia tra gli 1,9 e i 4,5 kg. La pelliccia che ricopre la parte superiore del corpo è di colore bruno-nerastro finemente macchiettato di giallo o arancione, e i peli di guardia sono relativamente lunghi e ruvidi. Il sottopelo varia dal grigio-bruno al bruno-arancio. Sul lato ventrale, la pelliccia appare complessivamente più chiara e sottile. La parte più alta del dorso è di colore grigiastro. La coda, diritta e ricoperta da lunghi peli, e le zampe sono di colore nero o bruno-nerastro. Le zampe sono munite di lunghi artigli e leggermente palmate. La formula dentaria è I 3/3 - C 1/1 - P 4/4 - M 2/2 = 40.

## Distribuzione e habitat
L'areale della mangusta dal muso lungo ricopre l'intera area di foresta pluviale dell'Africa centrale. È presente nel sud-est della Nigeria, in Camerun, nella Repubblica Centrafricana, nella Guinea Equatoriale, nel Gabon, nella Repubblica del Congo e nella Repubblica Democratica del Congo.
La mangusta dal muso lungo predilige le aree forestali nei pressi delle paludi e le foreste che si sviluppano lungo i fiumi o gli alvei, ma si incontra anche in foreste situate a quote leggermente superiori. La sua presenza è stata segnalata fino ad un'altitudine di 640 m. Nel corso di uno studio effettuato nella regione di Dzanga-Sangha, dove la mangusta dal muso lungo era considerata una specie rara, essa è risultata essere in realtà il rappresentante più numeroso dell'ordine dei carnivori. Nelle aree dove la mangusta dal muso lungo condivide l'areale con la mangusta di palude, sua parente stretta, la prima tende ad occupare le foreste situate a quote leggermente più elevate, mentre la seconda è limitata alle foreste paludose di pianura. Nelle foreste che si sviluppano lungo i fiumi, invece, le due specie condividono lo stesso habitat.

## Biologia
La dieta della mangusta dal muso lungo consiste principalmente di artropodi e piccoli mammiferi. Inoltre, si nutre anche di frutta, anfibi, serpenti, uccelli, lucertole e pesci. Raramente nelle feci appartenenti ad esemplari di questa specie sono stati rinvenuti resti animali più grandi, come il cefalofo. La specie è prevalentemente diurna. Trascorre la notte riposando per lo più in rifugi che vengono cambiati ogni tanto. La mangusta dal muso lungo vive per lo più a terra e di solito conduce un'esistenza solitaria. Raramente è stata osservata in coppie. Le abitudini riproduttive sono poco conosciute. È stata segnalata una nidiata costituita da tre piccoli. I giovani raggiungono le dimensioni proprie degli adulti all'età di circa sette anni.

## Tassonomia
La mangusta dal muso lungo viene generalmente classificata all'interno del genere Herpestes. Tuttavia, gli studi genetici hanno dimostrato una parentela relativamente stretta con la mangusta di palude, che appartiene a un genere separato, Atilax. In attesa di ulteriori studi, alcuni autori hanno iniziato a trattarla come la singola specie di un genere a sé, Xenogale. Originariamente ne venivano descritte tre sottospecie. Queste, tuttavia, sono risultate essere del tutto morfologicamente identiche tra loro e la loro validità non è stata quindi più riconosciuta.

## Conservazione
L'Unione Internazionale per la Conservazione della Natura (IUCN) classifica la mangusta dal muso lungo come specie «a rischio minimo» (Least Concern). Talvolta viene catturata a scopo alimentare. Nell'area del Delta del Niger sembra essere piuttosto rara.